# Campionati europei di hockey su pista 2004
I Campionati Europei 2004 sono stati la 46ª edizione dei campionati europei di hockey su pista; la manifestazione venne disputata in Francia a La Roche-sur-Yon dal 13 al 18 settembre 2004.

La competizione fu organizzata dalla Comité Européen de Rink-Hockey.

Il torneo fu vinto dalla nazionale spagnola per la 12ª volta nella sua storia.

## Città ospitanti e impianti sportivi
| CITTÀ            | IMPIANTO   | CAPIENZA |
| La Roche-sur-Yon | Vendespace | 4.900    |

## Prima fase

### Girone A

#### Risultati
| La Roche-sur-Yon settembre 2004 | Francia | 4 – 2 | Paesi Bassi |  |

| La Roche-sur-Yon settembre 2004 | Francia | 1 – 3 | Spagna |  |

| La Roche-sur-Yon settembre 2004 | Francia | 2 – 2 | Svizzera |  |

| La Roche-sur-Yon settembre 2004 | Paesi Bassi | 1 – 1 | Spagna |  |

| La Roche-sur-Yon settembre 2004 | Paesi Bassi | 1 – 6 | Svizzera |  |

| La Roche-sur-Yon settembre 2004 | Spagna | 4 – 1 | Svizzera |  |

#### Classifica
|    | Squadra     | PT | G | V | N | P | GF | GS | Diff. | Note |
| -- | ----------- | -- | - | - | - | - | -- | -- | ----- | ---- |
| 1. | Spagna      | 5  | 3 | 2 | 1 | 0 | 8  | 3  | +5    |      |
| 2. | Svizzera    | 3  | 3 | 1 | 1 | 1 | 9  | 7  | +2    |      |
| 3. | Francia     | 3  | 3 | 1 | 1 | 1 | 7  | 7  | 0     |      |
| 4. | Paesi Bassi | 1  | 3 | 0 | 1 | 2 | 4  | 11 | -7    |      |

### Girone B

#### Risultati
| La Roche-sur-Yon settembre 2004 | Germania | 5 – 1 | Inghilterra |  |

| La Roche-sur-Yon settembre 2004 | Germania | 1 – 9 | Italia |  |

| La Roche-sur-Yon settembre 2004 | Germania | 1 – 5 | Portogallo |  |

| La Roche-sur-Yon settembre 2004 | Inghilterra | 2 – 15 | Italia |  |

| La Roche-sur-Yon settembre 2004 | Inghilterra | 0 – 17 | Portogallo |  |

| La Roche-sur-Yon settembre 2004 | Italia | 5 – 3 | Portogallo |  |

#### Classifica
|    | Squadra     | PT | G | V | N | P | GF | GS | Diff. | Note |
| -- | ----------- | -- | - | - | - | - | -- | -- | ----- | ---- |
| 1. | Italia      | 6  | 3 | 3 | 0 | 0 | 29 | 6  | +23   |      |
| 2. | Portogallo  | 4  | 3 | 2 | 0 | 1 | 25 | 6  | +19   |      |
| 3. | Germania    | 2  | 3 | 1 | 0 | 2 | 7  | 15 | -8    |      |
| 4. | Inghilterra | 0  | 3 | 0 | 0 | 3 | 3  | 37 | -34   |      |

## Fase finale

### Tabellone principale
|  | Quarti di finale | Quarti di finale |              |          | Semifinali      | Semifinali      |  |  | Finale       | Finale |
|  |                  |                  |              |          |                 |                 |  |  |              |        |
|  | 16 settembre     |                  |              |          |                 |                 |  |  |              |        |
|  |                  |                  |              |          |                 |                 |  |  |              |        |
|  | Spagna           | 15               |              |          |                 |                 |  |  |              |        |
|  | Spagna           | 15               | 17 settembre |          |                 |                 |  |  |              |        |
|  | Inghilterra      | 0                |              |          |                 |                 |  |  |              |        |
|  | Inghilterra      | 0                | Spagna       | 2        |                 |                 |  |  |              |        |
|  | 16 settembre     |                  | Spagna       | 2        |                 |                 |  |  |              |        |
|  |                  | Portogallo       | 1            |          |                 |                 |  |  |              |        |
|  | Portogallo       | Portogallo       | 1            | 3        |                 |                 |  |  |              |        |
|  | Portogallo       |                  | 18 settembre | 3        |                 |                 |  |  |              |        |
|  | Francia          | 2                |              |          |                 |                 |  |  |              |        |
|  | Francia          | 2                | Spagna       | 4        |                 |                 |  |  |              |        |
|  | 16 settembre     |                  | Spagna       | 4        |                 |                 |  |  |              |        |
|  |                  | Italia           | 2            |          |                 |                 |  |  |              |        |
|  | Italia           | Italia           | 2            | 11       |                 |                 |  |  |              |        |
|  | Italia           | 17 settembre     |              | 11       |                 |                 |  |  |              |        |
|  | Paesi Bassi      | 2                |              |          |                 |                 |  |  |              |        |
|  | Paesi Bassi      | 2                | Italia       | 9        | Finale 3º posto | Finale 3º posto |  |  |              |        |
|  | 16 settembre     |                  | Italia       | 9        | Finale 3º posto | Finale 3º posto |  |  |              |        |
|  |                  | Svizzera         | 2            |          |                 |                 |  |  |              |        |
|  | Svizzera         | Svizzera         | 2            | 3        | Portogallo      | 2               |  |  |              |        |
|  | Svizzera         |                  |              | 3        | Portogallo      | 2               |  |  |              |        |
|  | Germania         | 2                |              | Svizzera | 1               |                 |  |  |              |        |
|  | Germania         | 2                |              |          | 1               |                 |  |  |              |        |
|  |                  |                  |              |          |                 |                 |  |  | 18 settembre |        |
|  |                  |                  |              |          |                 |                 |  |  |              |        |

### Tabellone 5º - 8º posto
|  | Semifinali  | Semifinali  | Semifinali |          |         | Finale 5º posto | Finale 5º posto | Finale 5º posto |  |
|  |             |             |            |          |         |                 |                 |                 |  |
|  | Inghilterra | Inghilterra | 2          |          |         |                 |                 |                 |  |
|  | Inghilterra | Inghilterra | 2          |          |         |                 |                 |                 |  |
|  | Francia     | Francia     | 8          |          |         |                 |                 |                 |  |
|  | Francia     | Francia     | 8          |          | Francia | Francia         | 3               |                 |  |
|  |             |             |            |          | Francia | Francia         | 3               |                 |  |
|  |             |             | Germania   | Germania | 4       |                 |                 |                 |  |
|  | Paesi Bassi | Paesi Bassi | Germania   | Germania | 4       | 3               |                 |                 |  |
|  | Paesi Bassi | Paesi Bassi |            |          |         | 3               |                 |                 |  |
|  | Germania    | Germania    | 5          |          |         | Finale 7º posto | Finale 7º posto | Finale 7º posto |  |
|  | Germania    | Germania    | 5          |          |         |                 |                 |                 |  |
|  |             |             |            |          |         |                 |                 |                 |  |
|  |             |             |            |          |         | Inghilterra     | Inghilterra     | 5               |  |
|  |             |             |            |          |         | Inghilterra     | Inghilterra     | 5               |  |
|  |             |             |            |          |         | Paesi Bassi     | Paesi Bassi     | 2               |  |

## Classifica finale
|    | Squadra     | G | V | N | P | GF | GS | Diff. | Note |
| -- | ----------- | - | - | - | - | -- | -- | ----- | ---- |
| 1. | Spagna      | 6 | 5 | 1 | 0 | 29 | 6  | +23   |      |
| 2. | Italia      | 6 | 5 | 0 | 1 | 51 | 14 | +37   |      |
| 3. | Portogallo  | 6 | 4 | 0 | 2 | 31 | 11 | +20   |      |
| 4. | Svizzera    | 6 | 2 | 1 | 3 | 15 | 20 | -5    |      |
| 5. | Germania    | 6 | 3 | 0 | 3 | 18 | 24 | -6    |      |
| 6. | Francia     | 6 | 2 | 1 | 3 | 20 | 16 | +4    |      |
| 7. | Inghilterra | 6 | 1 | 0 | 5 | 10 | 63 | -53   |      |
| 8. | Paesi Bassi | 6 | 0 | 1 | 5 | 11 | 32 | -21   |      |

## Campioni
| Campione d'Europa 2004 |
| ---------------------- |
| Spagna 12º titolo      |